# Лопарёво (Костромская область)
Лопарево — посёлок в Галичском районе Костромской области России. Административный центр Лопарёвского сельского поселения.

## География
Посёлок расположен у главного хода Транссибирской магистрали, у станции Лопарёво.

## История
Посёлок был образован на месте одноимённой деревни.
Согласно Спискам населённых мест Российской империи в 1872 году деревня Лопарево относилась ко 2 стану Галичского уезда Костромской губернии. В ней числилось 3 двора, проживало 16 мужчин и 17 женщин.
Согласно Списку населённых мест Костромской губернии в 1907 году станция железной дороги Лопарево относилась к Свиньинской волости Галичского уезда Костромской губернии. По сведениям волостного правления за 1907 год в ней числилось 3 крестьянских двора и 24 жителя. В населённом пункте имелся водопровод.
До муниципальной реформы 2010 года посёлок также являлся центром Лопарёвского сельского поселения.

## Население
Численность населения населённого пункта менялась по годам:
| Население по годам  |      |      |      |      |      |      |      |
| Год                 | 1877 | 1897 | 1907 | 2004 | 2008 | 2012 | 2014 |
| Жителей             | 33   | 12   | 24   | 813  | 762  | 689  | 663  |
| Крестьянских дворов | 3    | 3    | 3    | 363  | 338  | 283  | —    |